# Stadion Karaiskakis
Stadion Karaiskakis (oficiálně Stadion Georgiose Karaiskakise či Στάδιο Γεώργιος Καραϊσκάκης) je víceúčelový stadion sloužící zejména pro fotbal v Pireu. Pojme 33 296 diváků. Kromě toho stadion slouží jako kulturní zařízení s možností pořádání koncertů. Tento stadion využívá při koncertních turné mnoho zpěváků a hudebníků. Domácí zápasy zde hraje fotbalový klub Olympiakos Pireus. Je pojmenována po Georgiosovi Karaiskakisovi, vojenském veliteli Řecké osvobozenecké války, který je považován za národního hrdinu a byl v této oblasti smrtelně zraněn.

## Historie
Stadion byl postaven v roce 1895 jako „Velodrome Neo Faliro“ pro závod v dráhové cyklistice na prvních moderních olympijských her v roce 1896, které hostily Athény. Jako fotbalový stadion byl použit poprvé v roce 1920. V roce 1960 došlo k rozsáhlé rekonstrukci a stadion se stal víceúčelovým stadionem a pořádaly se zde i atletické soutěže. V roce 1969 se zde konalo Mistrovství  Evropy v atletice 1969.
V roce 1998 skončila smlouva na užívání stadionu společností Olympiakos a od 90. let byla zkoumána možnost nového stadionu nebo přestěhování. V roce 2002 byly představeny plány nové budovy, kterou podpořil Olympiakos. Nová smlouva stanovila používání stadionu do roku 2052. Stadion byl zbořen a přestavěn v rekordním čase pouhých 14 měsíců.
Při Letních olympijských her v roce 2004 v Athénách se zde konaly zápasy ve fotbale, včetně finále v ženském fotbalu.